# Virtual Studio Technology

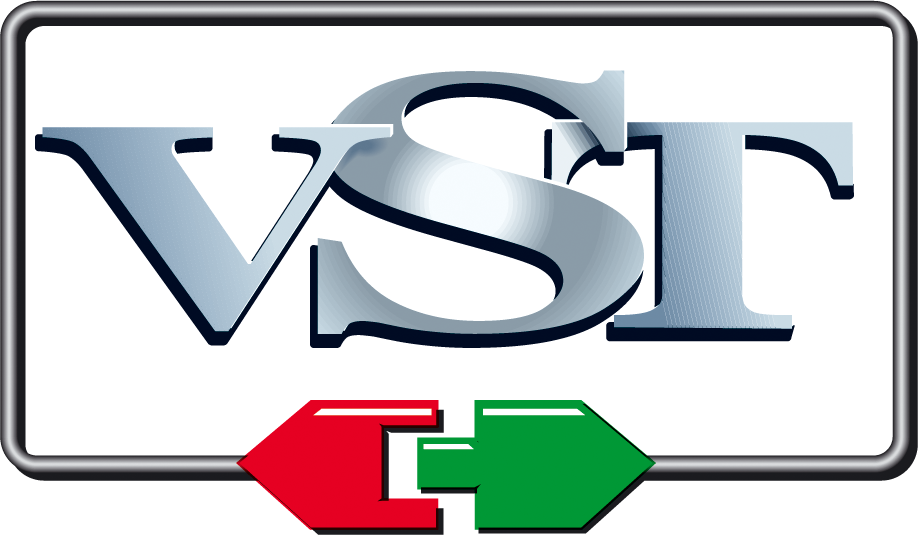
VST wurde vom Unternehmen Steinberg Media Technologies im Jahr 1996 entwickelt. Es schafft eine vollständige, professionelle Studioumgebung auf dem PC oder Mac.

Virtual Studio Technology (englisch für virtuelle Studiotechnologie), kurz VST, ist eine Programmierschnittstelle für Audio-Plug-ins. Über die Schnittstelle können virtuelle Effektgeräte und Instrumente in einer Musik-Software verwendet werden. VST wurde ursprünglich vom Unternehmen Steinberg Media Technologies für sein Sequenzer-Programm Cubase aus dem Jahr 1996 entwickelt. Einige Jahre später etablierte sich VST als Industriestandard. Plug-ins für Software zur Musikproduktion am PC sind typischerweise mit der VST-Schnittstelle ausgestattet.

## Technik
VST dient dazu, den Entwicklern von digitalen Instrumenten oder Effekten Zugang zum Hauptprogramm („Host“, englisch für „Wirt“) zu geben, mit dem die Komposition oder Produktion erzeugt wird. Technisch formuliert ermöglicht VST den Dialog zwischen einem VST-Host und virtuellen Instrumenten (VSTi) und Effekten, die sich dadurch innerhalb des Sequenzer-Programms als Plug-in betreiben lassen.
Die Technik, das Plugin als DLL-Paket direkt in den Host zu laden, bietet eine effiziente Anbindung an diesen – was zum Zeitpunkt der Entwicklung von VST in den 90er Jahren (aufgrund geringer Rechenleistung der Computer) ein vorrangiges Entwicklungsziel darstellte. Nachteilig an dieser Vorgehensweise ist (im Vergleich zu z. B. DirectX-basierten Plugins) jedoch, dass der Absturz eines VST Plugins in der Regel den Host ebenfalls destabilisiert.

### VST-Plugin-Standard
Der VST-Plugin-Standard ist der von Steinberg entwickelte Audio-Plugin-Standard, mit dem Drittanbieter VST-Plugins für die Verwendung in VST-Host-Anwendungen erstellen können. VST erfordert separate Installationen für Windows, macOS und Linux. Die meisten VST-Plugins sind nur für Windows verfügbar, für Apple gilt die Audio-Unit-Technik unter macOS (Audio Units ist ein Kernstück des macOS-Betriebssystems). Die kurze Geschichte der kommerziellen Umgebungen für Linux bedeutet, dass nur wenige Entwickler diese Plattform in Betracht ziehen.

### Presets
VST-Plugins verfügen oftmals über umfangreiche Einstellungsmöglichkeiten und benötigen daher eine Methode zur Verwaltung von Presets (Sets von Control-Einstellungen).
Steinberg Cubase VST hat zwei Dateiformate zum Speichern von Presets eingeführt: Eine FXP-Datei speichert ein einzelnes Preset, während eine FXB-Datei eine ganze Reihe von Presets speichert. Diese Formate wurden inzwischen von vielen anderen VST-Hosts übernommen, obwohl Cubase selbst mit Cubase 4.0 auf ein neues System der Preset-Verwaltung umgestellt wurde.
Viele VST-Plugins haben ihre eigene Methode zum Laden und Speichern von Presets, die nicht unbedingt die Standard-FXP/FXB-Formate verwenden.

## Bedeutung
Die VST-Schnittstelle ist heute die am weitesten verbreitete auf allen Plattformen. Sie ist grundsätzlich für Entwickler offen und kostenlos verfügbar, jedoch an proprietäre Lizenzbedingungen gebunden. Das Software Development Kit (SDK) ist vom Lizenzgeber Steinberg in C++ für Windows-, Macintosh- und BeOS-Betriebssysteme als 32- und 64-Bit-Version erhältlich. Darüber hinaus gibt es sowohl eine offizielle als auch eine inoffizielle Variante für Linux, ein Delphi-VST-SDK und ein Open-Source-Java-VST SDK.
Zusammen mit Cubase 4 stellte Steinberg die dritte Version des VST-Standards vor, die neben einigen technischen Neuerungen nun auch die qualitative Etikettierung von Plugins einführt.
Auf der NAMM 2008 kündigt Steinberg die Veröffentlichung der neuesten Generation des VST Software Development Kits (SDK) an. VST3 bietet neue Möglichkeiten für Entwickler von Host Applikationen, Audio Plugins und virtuellen Instrumenten. Das VST3 SDK steht zum Download auf dem Steinberg-Server zur Verfügung. VST3 verfügt über eine komplett neu geschriebene Codebasis, sie ist stabiler und zuverlässiger als die Generationen zuvor. Zu den Funktionen gehören VST3 Controller und Note Expression Unterstützung sowie VST Expression Maps Integration.

## Geschichte
Steinberg veröffentlichte die VST-Schnittstellenspezifikation und SDK im Jahr 1996. Die Veröffentlichung erfolgte zeitgleich mit Steinberg Cubase 3.02, welches die ersten Plugins im VST-Format enthielt: Espacial (ein Reverb), Choirus (ein Choruseffekt), Stereo Echo und Auto-Panner.
1999 aktualisierte Steinberg die VST-Schnittstellenspezifikation auf die Version 2.0. Unter anderen war es jetzt möglich, dass Plugins MIDI-Daten empfangen können. Dies unterstützte die Einführung von Virtual Studio Technology Instrument (VSTi) Format-Plugins. VST Instrumente können als eigenständige Software-Synthesizer, Sampler oder Drumcomputer eingesetzt werden.
Neon war das erste verfügbare VST-Instrument (enthalten in Cubase VST 3.7). Es handelte sich um einen 16-stimmigen virtuellen analogen Synthesizer mit 2-Oszillatoren. Die VST-Schnittstellenspezifikation wurde 2006 auf Version 2.4 aktualisiert. Zu den Änderungen gehörte die Möglichkeit, Audio mit 64-Bit-Genauigkeit zu verarbeiten.
2008 wurde VST 3.0 veröffentlicht – folgende Änderungen waren enthalten:
- Audio Inputs für VST Instrumente
- Multiple MIDI inputs/outputs
- Optional SKI (Steinberg Kernel Interface) Einbindung

Im Februar 2011 folgte VST 3.5. Zu den Änderungen gehört der Notenausdruck, der umfangreiche Artikulationsinformationen bei einzelnen Notenereignissen in einer polyphonen Anordnung liefert. Im Oktober desselben Jahres veröffentlichten Celemony Software und PreSonus den Audio Random Access (ARA) – eine Erweiterung für Audio-Plugin-Schnittstellen wie VST, die eine stärkere Integration zwischen Audio-Plugins und DAW-Software ermöglichen.
September 2013 stellte Steinberg die Wartung des VST 2 SDK ein und im Dezember die Verteilung des SDKs. Die höheren Versionen werden fortgesetzt.
VST 3.6.7 erschien im März 2017. Es enthält eine Preview-Version von VST3 für die Linux-Plattform, der VST3-Teil des SDK erhält eine Dual-Lizenz: "Proprietary Steinberg VST3" oder die "Open-source GPLv3".
Seit 2018 ist es nicht mehr erlaubt Software zu entwickeln, welche VST 2 Technologie beinhaltet, außer man hatte bereits ein älteres Lizenzabkommen mit Steinberg. Damit können neue Programme, die VST nutzen wollen, hunderte bestehender VST2 Plugins nicht verwenden.

## Einsatzgebiete
VST-Plug-in wurden als Teil der VST entwickelt, um die VST-Host-Software, meist eine DAW-Anwendung, um Plugins zu erweitern. Diese sind nicht nur im Homerecording üblich, sondern ebenso im professionellen Tonstudio.

### Als Instrument
Häufiges Einsatzgebiet eines VST-Plugins ist die Bereitstellung eines virtuellen Instruments, das zur Klangerzeugung dient. Das kann die Imitation eines realen Instrumentes sein (etwa einer Gitarre), ein Software-Sampler, aber auch ein Synthesizer, der mittels Synthese verschiedene Klänge erzeugt.

### Als Effekt
VST-Software kann auch mit den Audiosignalen interagieren. Damit ist es möglich, virtuelle Effektgeräte zu realisieren, etwa den Reverb, das Delay (Musik), den Equalizer oder den Kompressor. Viele Hosts erlauben zudem das Verketten verschiedener VST-Effekte, so dass der ursprüngliche Klang fast nach Belieben modifiziert werden kann. Typisches Einsatzgebiet dieser digitalen Klangveränderung ist auch das Ändern von Tonhöhen, etwa durch Antares Auto-Tune. Auch die digitale Simulation analoger Klangformer wie beispielsweise Gitarrenverstärker oder Mischpulte ist üblich geworden. Für viele Einsatzgebiete der Musikproduktion, etwa im Mastering-Prozess, sind digitale Effekte beinahe unentbehrlich.
Ebenso ist es VST-Effekten möglich, direkt in die MIDI-Übertragungen einzugreifen und so einzelne Parameter zu beeinflussen, etwa die Transposition.

## VST-Host
Ein VST-Host ist eine Software oder eine Hardware, die mit VST-Plugins kommunizieren kann.

### Software
Es gibt eine Vielzahl von Software, die als VST-Host fungiert, darunter:
- Ableton Live
- Acid Pro
- Adobe Audition
- Adobe Premiere
- Ardour (Open Source)
- Audacity (Open Source)[8]
- Band-in-a-Box
- Bidule
- DaVinci Resolve
- Digital Performer
- FL Studio
- Finale
- Logic Pro
- LMMS (Open Source)
- Magix Music Maker
- Magix Samplitude
- Max/MSP
- No23Live
- OBS Studio (Open Source)[9]
- ocenaudio
- Open ModPlug Tracker (Open Source)
- Pro Tools
- Qtractor (Open Source)
- REAPER
- Reason[10]
- Renoise
- Rosegarden (Open Source)
- Sonar
- MacroSystem BogartSE[11]
- Magix Vegas Pro
- Steinberg Cubase
- Steinberg Nuendo
- Steinberg WaveLab
- Vocaloid

Standalone dedicated hosts bieten eine Host-Umgebung für VST-Plugins, anstatt die Plugins zur Erweiterung ihrer eigenen Fähigkeiten zu verwenden. Diese sind in der Regel für den Live-Einsatz optimiert.
VST-Plugins können in inkompatiblen Umgebungen über eine Translationsschnittstelle oder shim gehostet werden. So unterstützt beispielsweise FL Studio nur eine eigene interne Plugin-Architektur, aber ein verfügbarer "Wrapper" lädt unter anderem VST-Plugins. FXpansion bietet einen VST-to-RTAS (Real Time AudioSuite) Wrapper, der VST-Plugins in Pro Tools laufen lässt, und einen VST-to-Audio Units Wrapper, der VST-Plugins in Logic Pro laufen lässt.

### Hardware
Hardware-VST-Hosts können spezielle Versionen von VST-Plugins laden. Diese Einheiten sind tragbar und ohne Computer verwendbar, obwohl einige von ihnen einen Computer zur Bearbeitung benötigen. Weitere Hardware-Optionen sind PCI/PCIe-Karten für die Audioverarbeitung, die die Audioverarbeitung von der CPU des Computers übernehmen und RAM freigeben.
Einige Hardware-Hosts akzeptieren VSTs und VSTis und führen entweder Windows-kompatible Musikanwendungen wie Cubase, Live, Pro Tools, Logic usw. aus oder betreiben ihre eigene DAW. Andere sind nur VST-Hosts und erfordern eine separate DAW-Anwendung. Origin von Arturia ist ein Hardware-DSP-System, das mehrere VST-Softwaresynthesizer in einem Gerät unterbringt, wie beispielsweise Jupiter 50/80 von Roland. Mit entsprechender Software können Audiodaten auch über ein Netzwerk gesendet werden, so dass der Haupthost auf einem Computer läuft und VST-Plugins auf Peripheriegeräten.

## Alternativen
Neben der VST-Schnittstelle gibt es für viele Systeme Schnittstellen, die einen ähnlichen Zweck erfüllen:
- Audio Unit ist eine integrierte Schnittstelle für Software-Instrumente und Effekte unter macOS.
- DirectX ist eine Windows-API, die neben vielen Multimedia-Funktionen auch den Betrieb von Software-Instrumenten und Effekten erlaubt.
- DSSI/LADSPA bzw. LV2 sind freie Plugin-Schnittstellen für Audioprogramme unter GNU/Linux.